# Xorides antennalis
Xorides antennalis là một loài tò vò trong họ Ichneumonidae.